# Alojz Valentinčič
Alojz Valentinčič, slovenski rodoljub, član organizacije TIGR in pravnik, * 26. december 1909, Kozaršče, † 6. februar 1986, Ljubljana.

## Življenje in delo
Ljudsko šolo je obiskoval v Volčah, italijansko nižjo srednjo šolo ter licej (1927-1930) pa v Tolminu. Že kot dijak liceja je bil zelo delaven v ilegalni organizaciji TIGR. Dijakom in tolminski mladini je predaval v ilegalnem krožku, ki je imel sedež v hiši Kati Lener ob Tolminki. Valentinčič je bil pobudnik sabotažnih akcij s katerimi so preprečili marsikatero fašistično manifestacijo. V letih 1928−1930 je od trojke Danilo Zelen, Tone Černač in Josip Kukec prejemal ilegalno literaturo, ter jo posredoval naprej v Benečijo. Skupaj s še drugimi dijaki so po Slovenski Benečiji delili slovensko literaturo in uničevali italijansko. Bil je osumljen protiitalijanskega delovanja in zato pod policijskim nadzorom. Med množičnimi aretacijami leta 1930 je fašistična policija na domu v Kozarščah aretirala tudi Valentinčiča in ga zaprla v Gorici, ter ga po mesecu dni zaradi pomanjkanja dokazov izpustila. Ilegalno je preko državne meje odšel v Jugoslavijo. V Ljubljani se je vpisal na Pravno fakulteto in študij prava tudi končal. V Ljubljani je pomagal organizirati Klub primorskih študentov in več demonstracij proti italijanskemu fašizmu, zaradi česar je bil večkrat priprt. Zaposlitev je dobil v Skopju. Med narodnoosvobodilno borbo je v Beogradu sodeloval s Slovenskim narodnoosvobodilnim svetom. Po osvoboditvi pa je bil zaradi pripadnosti organizaciji TIGR v Ljubljani zaprt in odpuščen iz službe. 